# (37828) 1998 BK33
1998 BK33 (asteroide 37828) é um asteroide da cintura principal. Possui uma excentricidade de 0.05082020 e uma inclinação de 7.37688º.
Este asteroide foi descoberto no dia 31 de janeiro de 1998 por Takao Kobayashi em Oizumi.